# Claudia Hernández (modelo)
Claudia María Hernández Oré (Lima, 9 de noviembre de 1981) es una exmodelo, exreina de belleza, expresentadora de televisión y empresaria peruana.  
Fue Miss Perú Mundo en 2003, ubicándose en el top 20 del Miss Mundo 2003 y en el mismo evento obtuvo el Fashion Award. Fue conductora de programas de prensa en Panamericana Televisión y desempeñó una labor ejecutiva en el sector público, que la permitió ser referente para dar opinión y entrevistas sobre política, inversiones, ingeniería, infraestructura y economía.

## Biografía
Ganó el título Miss Perú Mundo 2003, y participó en Reinado Internacional de las Flores 2003. Hernández fue una de las 10 semifinalistas (Top 10) en el Miss Mundo 2003, y se llevó el premio a "Mejor Diseñador del vestido Mundial".. Del mismo modo obtuvo el Miss Fashion Award y 1.ª finalista del Reinado Internacional de las Flores en Colombia. 
Estudió Administración de negocios en la Universidad Peruana de Ciencias Aplicadas, y luego Márquetin en la Universidad San Ignacio de Loyola. Realizó estudios de maestría en la PUCP. Posteriormente se encargó en el ámbito inversiones públicas en Perú trabajando en proyectos de desarrollo económico, social y de infraestructura en el Perú a través de su empresa de ingeniería. A la fecha continúa liderando la Gerente Comercial de un importante grupo de ingeniería líder en Perú con expansión en Centroamérica. 
En televisión, su primera incursión como copresentadora fue en el programa de talentos llamado Camino a la fama en el canal ATV. Después del certamen condujo la edición 2006 del Miss Perú. Además presentó en programas de prensa como Buenos días, Perú, Reportajes, Sábados de 24 horas y otros en Panamericana Televisión hasta el año 2014.
Hernández Oré lideró sus actividades sociales a través de su propia ONG llamada "Identidad y Valores Perú", creada en, 2004 para la promoción de la cultura peruana a nivel local y extranjero. Durante más de media década, destacó la visibilización de los carnavales peruanos, y las nuevas generaciones del folclor local.
En 2012 regresó a la televisión para conducir el noticiero Buenos días, Perú.

## Programas de televisión
- Camino a la fama (2003-05)
- Reportajes (2006-09)
- 24 Horas Sabatino (2006-09, 2012-13)
- Buenos días, Perú (2012-13)